# Тшебцини
Тшебцини (пол. Trzebciny) — село в Польщі, у гміні Цекцин Тухольського повіту Куявсько-Поморського воєводства.
Населення — 121 особа (2011).

## Демографія
Демографічна структура станом на 31 березня 2011 року:
|          | Загалом | Допрацездатний вік | Працездатний вік | Постпрацездатний вік |
| -------- | ------- | ------------------ | ---------------- | -------------------- |
| Чоловіки | 61      | 14                 | 40               | 7                    |
| Жінки    | 60      | 15                 | 35               | 10                   |
| Разом    | 121     | 29                 | 75               | 17                   |